# Ettore Fieramosca (film 1909)
Ettore Fieramosca, conosciuto anche come La disfida di Barletta, è un film del 1909 diretto da Ernesto Maria Pasquali. Si tratta di una pellicola oggi perduta.

## Trama
Ettore Fieramosca, cavaliere italiano, ama Ginevra, ma il suo rivale Valentino Borgia, gli tende un agguato che non riesce. Scampato all'assalto Fieramosca ripara in un castello ove ode degli stranieri deridere il valore degli italiani e lli sfida a duello, raccogliendo attorno a sé altri 12 armati. Prima della sfida va da Ginevra per salutarla ed essi si promettono l'amore.
I cavalieri italiani escono vincitori nella sfida con quelli stranieri. Fieramosca corre da Ginevra per annunciarle la felice notizia, ma si trova di fronte al suo cadavere, dato che la giovane, aggredita quando era sola dal Borgia che voleva abusare di lei, si è gettata dagli spalti del castello per salvare la propria castità. Disperato Fieramosca corre con il suo cavallo verso un dirupo e vi si getta suicidandosi.

## Produzione
All'inizio del 1909, l'ex giornalista e collaboratore della "Ambrosio Film", Ernesto Maria Pasquali decide di mettersi in proprio e, associandosi con il farmacista Giuseppe Tempo, fonda a Torino la società "Pasquali e Tempo". Viene coinvolto nell'impresa anche il fotografo Piero Marelli e la nuova azienda inizia a lavorare in un piccolo cortile ubicato in via Collegno, che poi dovrà essere abbandonato per un'area più grande nell'allora periferia della città in via Brugnone.
Già nel primo anno di attività la nuova società - che poi l'anno successivo diventerà "Pasquali Film" - produce 13 filmati, dei quali 3 "dal vero"  e 10 a soggetto, di una lunghezza tra i 250 ed i 300 metri, tutti realizzati dallo stesso Pasquali e, per quelli più impegnativi, tratti da vicende storiche riprese dalla letteratura e dal teatro, come ad esempio Capitan Fracassa e Cirano di Bergerac
Ettore Fieramosca, diviso in 4 parti, fu il primo di tale serie storica e richiese un notevole sforzo produttivo, dato che venne girato anche con riprese esterne nei terreni incolti della Barriera San Paolo, impiegando per le scene 40 cavalli e 200 persone. Un impegno confermato anche da una corrispondenza dal "set" scritta da un giornalista della Cine - fono, uno dei pochi periodici ad occuparsi all'epoca della neonata cinematografia italiana, nella quale veniva esaltato l'impegno produttivo della "Pasquali e Tempo" che «non si è fermata dinnanzi a nessuna difficoltà per riprodurre nel modo più grandioso ed impressionante la storica disfida».

## Accoglienza
Secondo lo storico del cinema muto italiano Aldo Bernardini, la pellicola oggi non risulta più reperibile, né sono rintracciabili articoli, o recensioni sulla - peraltro rara - stampa cinematografica del tempo che descrivano l'esito che il film ebbe quando venne distribuito. Mancano anche immagini di scena. Essa , tuttavia, è stata descritta retrospettivamente come un film già «collegato ad una fase più moderna dell'organizzazione della cultura di massa (con) l'evidente intenzione di trasferire la biblioteca dell'italiano in una corrispondente filmoteca che consentisse ad un pubblico in buona parte analfabeta di provare emozioni forti al pari di quello acculturato».